# Rosa Luxemburg (película)
 Rosa Luxemburg  (en alemán : Die Geduld der Rosa Luxemburg ) es una película de género Drama de Alemania Occidental estrenada en 1986 y dirigida por Margarethe von Trotta. Esta fue protagonizada por Barbara Sukowa como Rosa Luxemburgo y Daniel Olbrychski.
La película recibió el German Film Award a la Mejor Película ( Bester Spielfilm ), y Barbara Sukowa ganó en el Festival de Cannes obteniendo el Premio a la Mejor Actriz y el Premio Alemán de Cine a la mejor actriz por su interpretación.

## Reparto
| Actor              | Personaje               |
| ------------------ | ----------------------- |
| Barbara Sukowa     | Rosa Luxemburgo         |
| Daniel Olbrychski  | Leo Jogiches            |
| Otto Sander        | Karl Liebknecht         |
| Adelheid Arndt     | Luise Kautsky           |
| Jürgen Holtz       | Karl Kautsky            |
| Doris Schade       | Clara Zetkin            |
| Hannes Jaenicke    | Kostja Zetkin           |
| Jan Biczycki       | August Bebel            |
| Karin Baal         | Mathilde Jacob          |
| Winfried Glatzeder | Paul Levi               |
| Regina Lemnitz     | Gertrud                 |
| Barbara Lass       | Madre de Rosa           |
| Dayna Drozdek      | Rosa a los 6 años       |
| Henryk Baranowski  | Joseph, hermano de Rosa |
| Patrizia Lazreg    | Josef, hija de Rosa     |
| Charles Régnier    | Jean Jaurès             |